# 高地人之伞

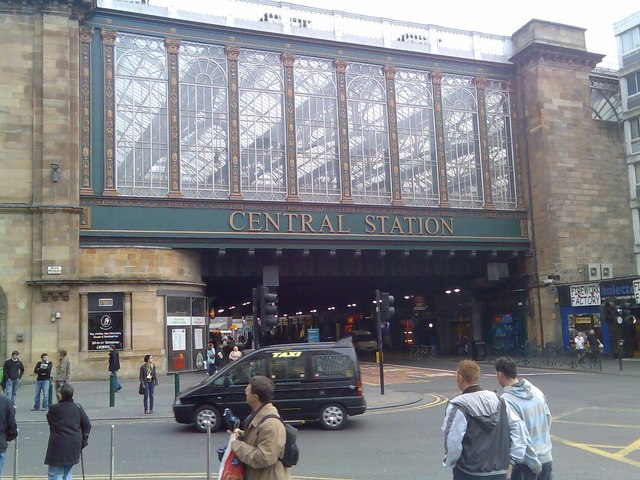
高地人之伞西侧，图中正前方所示为阿盖尔街与希望街交汇处

高地人之伞是苏格兰格拉斯哥市中心的地标建筑，自格拉斯哥中央火车站站台横跨阿盖尔街，为维多利亚风格玻璃铁路桥，“高地人之伞”是当地苏格兰盖尔语对其的昵称。

## 历史
19世纪“高地清洗”运动的第二阶段，3万名高地人被迫前往格拉斯哥谋生。他们使用苏格兰盖尔语，而不是英语。来到格拉斯哥后，他们分散居住在城市的不同区域。高地人从事的工作主要为市内服务行业，例如就职于公园马戏团，或者在诸如河运公司的行业中工作。随后几年中，更多高地人来到格拉斯哥。他们开始在周末聚集于桥下，分享格拉斯哥和家乡的新闻和八卦。由于格拉斯哥天气潮湿阴冷，这座常有高地人聚集的桥便被称为“高地人之伞”。
20世纪20至30年代，高地人之伞下方的聚集传统盛极一时，然而由于二战时期灯火管制，这一传统宣告终结。
1927年，格拉斯哥中央火车站成功接收到了英国首次发射出的远距离电视画面信号。
格拉斯哥中央火车站与高地人之伞都曾被多次翻修。

### 近期发展
1998年，英国铁路网公司（英语：Railtrack，2002年更名为Network Rail）对高地人之伞进行整体翻修，使其与车站其它部分相一致——其独特维多利亚风格窗户被重新安装玻璃，“中央火车站”被涂成金色字样。同时，桥下环境也得以改善，安装高功率照明设备和排气风扇，以鼓励零售商们重新回到车站销售区。街边通往中央火车站的入口外观也被改造升级。
2001年，桥下新设了通往热闹的拱桥酒吧和餐馆的通道，吸引越来越多的行人们来到桥下踢球玩乐。
2015年，高地人之伞作为格拉斯哥中心火车站的一部分，获得苏格兰设计奖。
2019年11月，格拉斯哥公布了一份针对市中心的十年重建计划，高地人之伞将被改造为一个明亮又吸引人的候车大厅。

## 文学引用
高地人之伞曾经出现在杰基·凯1998年小说《小号》(英语：Trumpet）中：
|                     | 我们求爱了三个月。约会结束时献上一吻。在布特街角车站见面，或是在中央车站，抑或是在高地人之伞的下面，从中央车站开出的火车由此进入阿盖尔街，在希望街和联合街之间。我在高地人之伞下面避雨，等待乔斯，想象当年高地人曾在这里兴奋地操着一口盖尔话与彼此交流。我们要么去喝酒，要么去跳舞。 |
| ——杰基·凯，《小号》 | |

高地人之伞还出现在西蒙·詹金斯2017年出版的《英国最美的100个火车站》（英语：Britain's 100 Best Railway Station）一书中：
|                                          | 这座桥像一头搁浅在街边的鲸，不过米勒成功利用时髦的、复古风格刻画的拱形窗户照亮了一面空白的墙。透过这些窗户可以一瞥内部的屋顶，桥也因此显得轻了一些。 |
| ——西蒙·詹金斯，《英国最美的100个火车站》 | |